# Sebastià Salelles
|  | Per a l'advocat gironí "Tià", vegeu Sebastià Salellas. |

Sebastià Salelles (Gandia, Safor, 1576 - Malta, 1666) va ser un jesuïta versat en dret canònic. Es va traslladar a Malta l'any 1611 on ingressaria a la Companyia de Jesús el 1614. Va exercir de consultor de la inquisició maltesa i de mestre de teologia moral durant divuit anys. Va escriure l'obra De materiis tribunalium S.Inquisitionis que va ser publicada en tres volums entre 1651 i 1656 a Roma. Va establir una estreta relació d'amistat amb Alof de Wignacourt i Fabio Chigi (posteriorment, papa Alexandre VII).